# Герреро, Ирен
Ирен Герреро Санмартин (исп. Irene Guerrero Sanmartín; род. 12 декабря 1996, Севилья) — испанская футболистка, полузащитница мексиканского клуба «Америка» и сборной Испании. Чемпионка мира 2023 года.

## Карьера в сборной
5 апреля 2019 года Герреро дебютировала за сборную Испании в товарищеском матче против сборной Бразилии. 17 мая 2019 года она забила первый гол за сборную в матче против сборной Камеруна.

## Достижения
Сборная Испании
- Чемпионка мира: 2023